# Tadeusz Zimecki

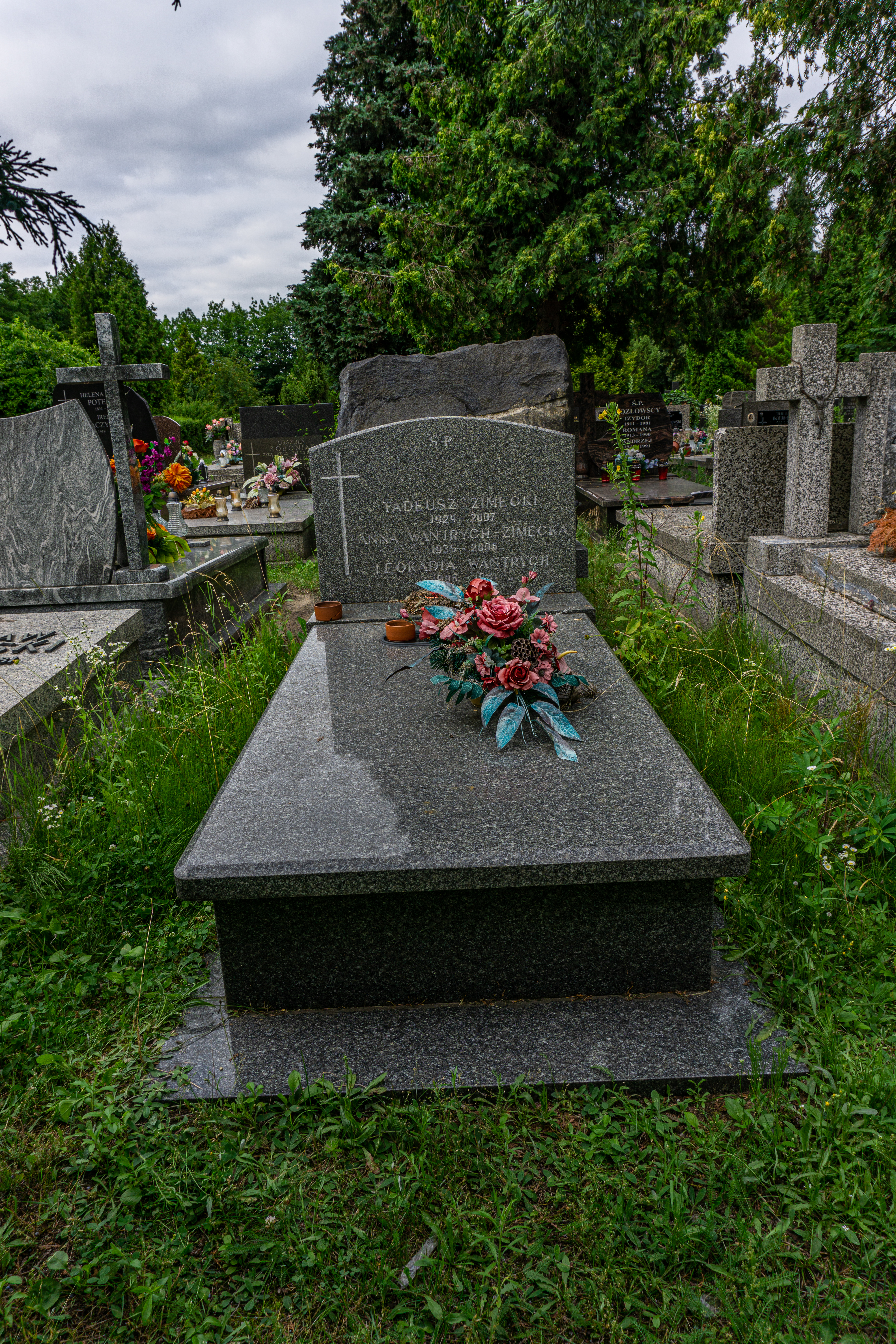
Grób Tadeusza Zimeckiego na cmentarzu Komunalnym Północnym w Warszawie

Tadeusz Zimecki (pseud. Tomasz Latecki, ur. 7 sierpnia 1929 r. w Warszawie, zm. 5 listopada 2007 r. tamże), polski prozaik, dziennikarz, reportażysta, autor utworów dla młodzieży.
Syn Romualda Zimeckiego i Kazimiery Kowalskiej. Od 1941 r. przebywał wraz z rodziną w Radomiu, gdzie ukończył Szkołę Techniczną (w 1950 r. otrzymał dyplom technika budowlanego). Debiutował w 1947 r. jako reportażysta. Studiował na Wydziale Prawa Uniwersytetu Warszawskiego. Od 1947 do 1951 r. redaktor "Życia Warszawy" (mutacja kielecko-radomska pt. "Życie Radomskie"). W latach 1951–1953 dziennikarz Polskiej Agencji Prasowej. Od 1953 do 1982 r. dziennikarz i redaktor Polskiego Radia (m.in. Naczelnej Redakcji Publicystyki Krajowej oraz redakcji "Warszawska fala" i "Muzyka i aktualności"). W latach 1958–1960 w Zielonej Górze, gdzie zajmował się organizacją redakcji literackiej nowo powstałego oddziału Polskiego Radia. Był także współtwórcą i sekretarzem pisma "Nadodrze". Z Polskiego Radia odszedł w wyniku zwolnienia po ogłoszeniu stanu wojennego w Polsce.
Był członkiem Stowarzyszenia Dziennikarzy Polskich (1947–1982 i 1989–2007), Związku Literatów Polskich (1969–1983), Oddziału Warszawskiego Stowarzyszenia Pisarzy Polskich (1989–2007).
Pochowany 13 listopada 2007 r. na Cmentarzu Komunalnym Północnym w Warszawie.

## Nagrody i odznaczenia
- Nagroda im. Juliana Bruna (przyznawana przez Stowarzyszenie Dziennikarzy Polskich, 1961),
- Bursztynowy Mikrofon i nagroda miasta Gdańska (za reportaż z Wybrzeża; wspólnie z Kazimierzem Zybertem, 1962),
- Wyróżnienie Ministra Obrony Narodowej za utwór Niemaszchleba (1964),
- Nagroda Klubu Publicystyki Polityczno-Społecznej i Klubu Publicystyki Prawnej SDP (1964),
- odznaka Zasłużony Działacz Kultury (1967),
- Złoty Krzyż Zasługi (1970),
- Złoty Mikrofon za zasługi dla rozwoju Polskiego Radia i wybitne osiągnięcia twórcze (1973),
- odznaka "Zasłużony Działacz dla Polskiego Radia i Telewizji" (1974).

## Twórczość
- Aleją Dobrej Nadziei (reportaże; Wydawnictwo Poznańskie 1963)
- Niemaszchleba (opowieść; Czytelnik 1964)
- Ptaki okaleczone (reportaże; Wydawnictwo Poznańskie 1966)
- Klub wyższego wtajemniczenia (opowieść; Państwowe Zakłady Wydawnictw Szkolnych 1966, 1969, seria: „Biblioteka Błękitnych Tarcz”)
- Demostenes 43 (opowiadania; MON 1969)
- Podróż doliną rzeki (reportaże; Wydawnictwo Poznańskie 1969)
- Virtuti dla Karakuła (opowieść wyróżniona na konkursie wydawnictwa; Wydawnictwo Harcerskie 1970)
- Łatwiej wystrzelać bandę Jima (opowieść; Horyzonty 1970; seria: „Ważne sprawy dziewcząt i chłopców”)
- Kto zasypia spokojnie nie licząc baranów? (satyry; oprac. graf. Szymon Kobyliński; Wydawnictwo Poznańskie 1972)
- Wielki temat Tomasza Akapita (opowieść; Horyzonty 1973; seria: „Ważne sprawy dziewcząt i chłopców”)
- Dwoje w buszu (powieść; Horyzonty 1975; Młodzieżowa Agencja Wydawnicza 1978, 1987, ISBN 83-203-1026-1)
- Old Piernik, prerie i my (powieść dla młodzieży; ilustr. Anna Ozga-Michalska; Ludowa Spółdzielnia Wydawnicza 1975)
- Australia kusząca obietnicą (reportaże; Książka i Wiedza 1976, 1978; seria: "Kontynenty")
- Mister Nikt (opowieść; ilustr. Bogusław Orliński; Młodzieżowa Agencja Wydawnicza 1977)
- Dobra noc na szczupaka (opowiadania; Ludowa Spółdzielnia Wydawnicza 1979)
- Nie samym chlebem. Reportaże (Wydawnictwo Poznańskie 1980, ISBN 83-210-0137-8)
- Wyprawa po królewskiego łososia. Z plecakiem przez Finlandię (reportaże; Młodzieżowa Agencja Wydawnicza 1980, ISBN 83-203-0097-5; 1983, ISBN 83-203-0097-5)
- 17 kur na Tasmanię (powieść; Ludowa Spółdzielnia Wydawnicza 1982, ISBN 83-205-3391-0; 1987, ISBN 83-205-3391-0)
- Drozd śpiewający we mgle (powieść; Młodzieżowa Agencja Wydawnicza 1984, ISBN 83-203-1736-3)
- Gdy zaczyna padać w Bordeaux (opowieść; Młodzieżowa Agencja Wydawnicza 1987, ISBN 83-203-2400-9; seria: „Ważne sprawy dziewcząt i chłopców”)
- Od Hańczy do australijskiej Thomson River (opowiadania; Wydawnictwo Poznańskie 1988, ISBN 83-210-0613-2)
- Wyspa Rampous, zielona od tamaryszków (opowiadanie; Młodzieżowa Agencja Wydawnicza 1988)
- Ja, Franek... (powieść; Ludowa Spółdzielnia Wydawnicza 2001, ISBN 83-20-5464-2-9; ISBN 83-205-4649-4)